# Open Clip Art Library
Open Clip Art Library (Biblioteca abierta de Clip Art) es un proyecto que creó una colección de clip art de vectores que pueden ser usados libremente para cualquier propósito. El proyecto fue iniciado a principios de 2004, y por septiembre de 2005 incorporaba más de 6500 imágenes de más de 500 artistas, ofreciendo la biblioteca entera como una descarga libre. Todas  las imágenes han sido ofrecidas como dominio público por sus autores. Las imágenes están disponibles en formato Scalable Vector Graphics (SVG), con las thumbnails en formato Portable Network Graphics (PNG).
La Open Clip Art Library fue inspirada por la colección de banderas de Sodipodi así como el Creative Commons, Wikipedia y Wikimedia Commons. El proyecto planea crear  herramientas incluyendo un sistema Document Management System (Sistema de Gerencia de Documentos) para permitir una colaboración y una gerencia de la  colección más fáciles.